# Власов, Владимир Александрович (Герой Российской Федерации)
Власов Владимир Александрович (22.08.1963 — 26.09.2002) — Герой Российской Федерации, командир вертолётного звена на Ми-24 (55-й отдельный вертолётный Севастопольский полк 4-я воздушная армия ВВС и ПВО). Майор.

## Биография
Родился в с. Александровка, Кустанайского района, Кустанайской области, республики Казахстан. Отец — Власов Александр, пенсионер, ранее работал механизатором в с. Александровка. Мать — Власова Мария, пенсионерка. У Владимира есть братья — Павел, Александр.

### Служба в армии
Окончил Саратовское высшее военное авиационное училище лётчиков в 1984 году.
Командировки в Чеченскую республику:
23.12.1994 — 13.01.1995 гг.,
10.03.1995 — 29.03.1995 гг.,
16.05.1995 — 28.06.1995 гг.,
16.12.1995 — 26.12.1995 гг.,
24.01.1996 — 07.03.1996 гг.,
01.09.1999 — 25.09.1999 гг.,
02.11.1999 — 05.12.1999 гг.,
10.01.2000 — 20.02.2000 гг.,
09.04.2000 — 31.05.2000 гг.,
20.09.2002 — 26.09.2002 гг.
В зоне грузино-абхазского конфликта:
03.04.1995 — 05.05.1995 гг.,
27.07.1995 — 23.08.1995 гг.,
18.06.1996 — 29.07.1996 гг.
- За время боевых действий совершил 882 боевых вылета.

### Подвиг
В 12 часов 05 минут 25.09.2002 г. командир вертолетного звена Ми-24 майор Власов Владимир Александрович получил боевую задачу уничтожить группу боевиков в районе лесного массива Дуба-Юрт (4767550, 8561350). Пара боевых вертолетов Ми-24, возглавляемая майором Власовым В. А. точно и в срок вышла в указанный район, где подразделение сухопутных войск вело бой по уничтожению группы боевиков. На предельно малой высоте, используя рельеф местности майор Власов В. А. вывел вертолет на цель и нанес точный ракетно-штурмовой удар. Боевики ожесточенным огнём крупнокалиберных пулеметов, стрелкового оружия, произвели пуски ПЗРК Игла по нашим вертолетам. Невзирая на шквальный огонь противника, мастерским манёвром уклонившись от ракеты ПЗРК Игла майор Власов В. А. повторными точными огневыми ударами уничтожил огневые точки боевиков, обеспечив тем самым успех операции сухопутных подразделений, сохранив жизни десятков российских солдат. В результате удара уничтожено до 20 боевиков, расчет ПЗРК, расчет крупнокалиберного пулемета ДШК.— Наградной лист

В 17 часов 45 минут 25.09.2002 г. командир вертолетного звена Ми-24 майор Власов Владимир Александрович получил боевую задачу ракетно-штурмовым ударом остановить продвижение боевиков к н.п. Галашки республики Ингушетия. В период с 18 часов 10 минут по 18 часов 20 минут экипаж майора Власова В. А. нанес шесть ракетных ударов по позициям боевиков. В результате ракетно-штурмовых ударов уничтожена группа из 25 боевиков, пытавшихся прорваться из района блокирования (4770000, 8496900). От ожесточенного огня озверевших боевиков вертолет майора Власова В. А. получил боевые повреждения, но высокое мужество, самообладание, летное мастерство майора Власова В. А. спасло жизни членов экипажа и боевую машину. Пробитые осколками зенитных снарядов и пулями боевиков топливные баки, масляные магистрали, двигатели израненного вертолета в любую секунду угрожали взрывом, но мужественный командир майор Власов В. А.привел Ми-24 на аэродром Ханкала.— Наградной лист

В 7 часов 10 минут 26.09.2002 г. командир вертолетного звена Ми-24 майор Власов Владимир Александрович выполнял боевую задачу по уничтожению разрозненных остатков банды Абду-Малика, рассеявшихся на горных склонах и лесных массивах в окрестностях н.п. Галашки. Боевики встретили наши вертолеты сосредоточенным огнём переносных зенитно-ракетных комплексов ПЗРК «Игла». По паре вертолетов Ми-24, возглавляемой майором Власовым В. А., наемники произвели 3 пуска ракет ПЗРК. Майор Власов В. А. не свернул с боевого курса и точным огнём уничтожил огневые точки противника, обеспечив спасение жизней десятков спецназовцев и бойцов ОМОНА, ведших жестокий бой с озверевшими наемниками. Выполняя повторные заходы на цели, майор Власов В. А. своим мужеством и героизмом вдохновлял экипаж своего ведомого капитана Кушниренко Р. А., вселял уверенность в бойцов сухопутных подразделений. Отчаявшиеся бандиты сосредоточили весь огонь на вертолете майора Власова В. А. Мелкие группы бандитов попытались укрыться на окраине н.п. Галашки, прикрываясь домами мирных жителей. Чтобы огонь вертолетов был максимально точным и не повредил дома мирных жителей майор Власов В. А. на предельно малой высоте, ежесекундно рискуя жизнью, вел беспощадный огонь по боевикам. В результате огневого воздействия майором Власовым В. А. уничтожено более 30 боевиков. В это время по паре вертолетов Ми-24 майора Власова В. А. наемники выпустили две ракеты ПЗРК Игла одновременно с разных направлений. Прикрыв от огня зенитных комплексов вертолет своего ведомого капитана Кушниренко Р. А., майор Власов В. А. мастерским манёвром уклонился от первой ракеты, но вторая ракета поразила вертолет героического командира звена. Спасая жизни мирных жителей, майор Власов В. А. недрогнувшей рукой увел горящий вертолет к окраине села, где боевая машина взорвалась, врезавшись в землю (4772100,9849900).
За заслуги перед государством и народом, связанные с совершением геройского подвига, майор Власов Владимир Александрович достоин присвоения звания «Герой Российской Федерации» (посмертно).
— Наградной лист

## Награды
- Медаль «Золотая Звезда» (посмертно)
- Орден «За военные заслуги» (Россия) указ Президента РФ № 1205 от 01.12.1995 г.
- орден Мужества указ Президента РФ № 1433 от 13.10.1996 г.
- орден Мужества указ Президента РФ № 374 от 17.02.2000 г.
- орден Мужества указ Президента РФ № 674 от 13.04.2000 г.
- Военный лётчик II-го класса